# Synoestropsis pedicillata
Synoestropsis pedicillata là một loài Trichoptera trong họ Hydropsychidae. Chúng phân bố ở vùng Tân nhiệt đới.